# Альянс за майбутнє Косова
Альянс за майбутнє Косова (алб. Aleanca për Ardhmërinë e Kosovës) — політична партія в Республіці Косово.
Партія була заснована у 2001 р. шляхом злиття 6 малих партій. На парламентських виборах 2001 р. партія отримала 61 688 (7,83 %) голосів і 8 депутатських мандатів, на виборах 2004 р. — 57 931 (8,39 %) голосів і 9 місць, на виборах 2007 р. — 54 611 (9,6 %) голосів і 10 місць. У 2004 р. партія сформувала коаліційний уряд з Демократичною лігою Косова. Партія домоглася несподіваного успіху на муніципальних виборах 2009 р., Альянсу вдалося отримати владу в двох населених переважно сербами муніципалітетах.
Лідером партії з моменту заснування є підозрюваний у воєнних злочинах Рамуш Харадінай (прем'єр-міністр краю у 2004–2005). У 2005 р. Харадінай покинув посаду прем'єр-міністра через початок судового процесу Міжнародного трибуналу по колишній Югославії над ним. У 2008 р. був виправданий, але в 2010 р. виправдувальний вирок був скасований. У 2005–2006 прем'єр-міністром краю був інший представник партії Байрам Косумі.
На парламентських виборах 2010 року партія отримала 77 130 (11,04 %) голосів і 12 місць.